# Bienosaurus
 Bienosaurus  ist eine nur wenig bekannte Gattung der Vogelbeckensaurier von unsicherer systematischer Stellung.

## Merkmale und Datierung
Bislang ist nur ein Unterkiefer mit einigen Zähnen gefunden worden. Diese waren klein und blattförmig und für eine pflanzliche Ernährung ausgerichtet. Ansonsten ist über diesen Dinosaurier nichts bekannt.
Die Funde stammen aus der Lufeng-Formation in der chinesischen Provinz Yunnan und wurden 2001 von Dong Zhiming erstbeschrieben. Die Lufeng-Formation wird in den unteren Unterjura, auf ein Alter zwischen 200 und 190 Millionen Jahre datiert.

## Systematik
Die systematische Einordnung von Bienosaurus ist aufgrund der spärlichen Funde schwierig. Er dürfte zu den Thyreophora zählen, einer durch ihre Knochenschuppen und -platten geprägten Dinosauriergruppe, zu denen unter anderem auch die Stegosauria und die Ankylosauria zählen. Die Zähne und der Unterkiefer gleichen in ihrem Bau dem von Scelidosaurus, einem urtümlichen Vertreter der Thyreophora. Deswegen wird Bienosaurus von manchen Forschern zusammen mit diesem in eine eigene Familie (Scelidosauridae) gestellt.
Für eine sichere Zuordnung sind aber zu wenig Daten vorhanden, weswegen Norman, Witmer und Weishampel ihn als „Thyreophora incertae sedis“ führen.